# Unione Sportiva Milanese
Maillots
Fondée le 16 janvier 1902 par Ambrogio Ferrario, Romolo Buni et Gilbert Marley au Caffè Verdi de Porta Nuova à Milan, la Unione Sportiva Milanese est née comme un club multisports permettant de concourir dans différentes disciplines. Au printemps 1904, la section de football est créée à l'initiative de quelques footballeurs et gymnastes qui ont quitté d'abord l' A.C.Milan puis Mediolanum (parmi lesquels Umberto Meazza), tandis que l'affiliation à la Fédération italienne de football (FIF), l'actuelle FIGC, a eu lieu en 1905.
La chemise était à carreaux noirs et blancs, avec un short blanc et des chaussettes noires. Le rouge et le blanc étaient les couleurs du deuxième maillot. En vertu de ce choix, à contre-courant par rapport à la norme des autres équipes, furent surnommées "Gli Scacchi" (les pièces d'échecs).
À la fin du championnat 1927-1928, la U.S.Milanese a été automatiquement promue à la Division Nationale mais a également été contrainte par le régime fasciste de fusionner avec l'Internazionale dans la nouvelle Società Sportiva Ambrosiana, dont la direction a été nommée Ernesto Torrusio, président de la U.S.Milanese. à l'époque, en faveur du fait que le numéro d'immatriculation utilisé pour s'inscrire au championnat était précisément celui des milanais américains.
Pendant deux ans, la S.S.Ambrosiana a célébré la U.S.Milanese en utilisant son logo historique et son col à carreaux noir et blanc : la S.S.Ambrosiana a remporté le championnat italien de football lors de la saison 1929/30.
1932 voit la fin de la fusion avec l' Internazionale et la reconstitution de la U.S.Milanese, qui ne renaît qu'en tant que club sportif sans section de football.
En 1945, la U.S.Milanese reprirent leurs activités de football uniquement au niveau régional, pour y mettre fin officiellement à la fin de la saison 1945-1946.

En 2021, après 75 ans, un nouveau projet voit le jour : de l'union de trois clubs émergents du sud de Milan (l'Accademia Sandonatese et l'ACD Metanopoli Calcio), naît le  FOOTBALL CLUB MILANESE 1902 , dont l'équipe première évolue en cinquième division du championnat italien, avec un important secteur jeunesse régional. Le F.C.MILANESE 1902  renaît avec la volonté affichée de donner une continuité dans le monde du football à son ancêtre, l' U.S.Milanese , en reprenant son histoire, son logo, ses traditions et les couleurs du club. Actuellement, le F.C. MILANESE 1902 évolue au plus haut niveau amateur avec un secteur jeunesse de niveau régional.